# Luciano Moia

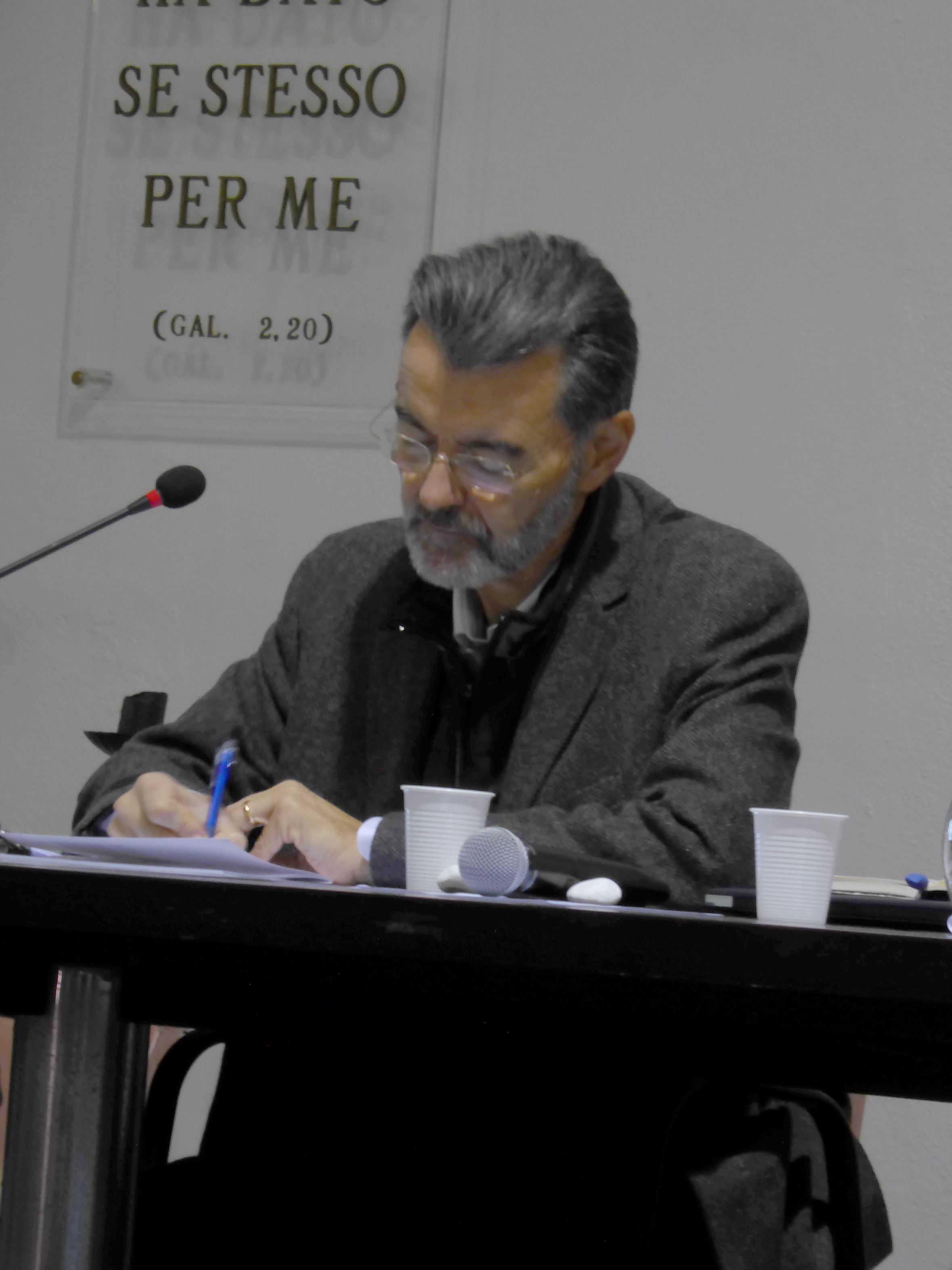
Luciano Moia (2018)

Luciano Moia (* 1958 in Borgomanero) ist ein italienischer Journalist und Autor.

## Leben
Moia studierte Literaturwissenschaften.
Er arbeitete ein Jahrzehnt bei der Tageszeitung Giornale di Montanelli und danach bei den Tageszeitungen La Voce und L’Eco di Bergamo. Seit Anfang des 21. Jahrhunderts ist er als Chefredakteur bei der Monatszeitschrift Noi Famiglia & Vita, die mit der Tageszeitung Avvenire der Italienischen Bischofskonferenz, ausgeliefert wird, tätig.
Als Autor publizierte Moia mehrere Bücher. 2020 veröffentlichte Moia das Buch Chiesa e omosessualità. Das Vorwort zu dem Buch schrieb der italienische Kardinal Matteo Maria Zuppi vom Erzbistum Bologna.
Moia ist verheiratet und hat zwei Kinder.

## Werke (Auswahl)
- Mit Paola Tettamansi: Crescere insieme. Genitori e figli adolescenti alla scoperta dell'età adulta. Elledici 2002.
- Il metodo per amare. Un’inchiesta. L'Humanae Vitae' cinquant'anni dopo. San Paolo Ed. 2018. ISBN 88-922-1532-9
- Chiesa e omosessualità.  Un'inchiesta alla luce del magistero di papa Francesco. San Paolo Ed. 2020. ISBN 978-88-922-2142-0